# Police Story 3: Supercop
Police Story 3: Supercop (distribuito in Italia con il titolo Supercop) è un film del 1992, diretto da Stanley Tong.
Pellicola d'azione, terzo capitolo della serie Police Story che ha come protagonista Jackie Chan, ebbe enormi incassi in Asia e fu il primo successo di Chan anche in occidente, oltre a lanciare la carriera di Michelle Yeoh. Gli incassi arrivarono a 34 milioni di dollari a livello globale, di cui 16 milioni nei soli USA. Il regista Quentin Tarantino, che ne ha lodato le scene di azione, lo ha indicato tra i suoi film preferiti.

## Trama
Ka-Kui, il "supercop" della polizia di Hong Kong, con incredibili abilità nelle arti marziali, viene inviato a Guangzhou, dove il direttore dell'Interpol delle forze di polizia cinesi, l'ispettore Jessica Yang, lo informa sul suo prossimo incarico. L'obiettivo è Chaibat, un signore della droga con sede a Hong Kong. Per infiltrarsi nell'organizzazione di Chaibat, Ka-Kui si avvicina allo scagnozzo di Chaibat Pantera, che si trova in una prigione cinese. Ka-Kui, fingendosi un piccolo prigioniero criminale, gestisce la fuga di Pantera con la connivenza delle guardie. Grato per l'aiuto ricevuto, Pantera invita Ka-Kui ad andare con lui a Hong Kong e ad unirsi alla banda di Chaibat. Pantera incontra alcuni dei suoi altri uomini e garantisce per Ka-Kui, e quindi il gruppo si dirige verso Hong Kong.
Lungo la strada il gruppo attraversa il presunto villaggio natale di Ka-Kui e Pantera insiste sul fatto che Ka-Kui visiti la sua famiglia lì. In realtà non conosce nessuno nel villaggio, ma Ka-Kui è piacevolmente sollevato nel vedersi accolto dalla polizia sotto copertura, che veste i panni fittizi della sua famiglia, con Yang come sua sorella. La polizia locale finge di arrestare Ka-Kui in un ristorante, ma Ka-Kui e Yang (anche lei esperta di arti marziali) danno vita a un lungo combattimento, che si conclude con la falsa uccisione di un poliziotto, fatto che rafforza e conferma la fiducia di Pantera in lui.
A Hong Kong, Chaibat accoglie Ka-Kui e Yang nel suo lussuoso nascondiglio, non dopo averli messi alla prova. Soddisfatto di loro, li porta con sé in un complesso fortificato di un grande coltivatore di oppio al confine della Thailandia con la Cambogia, per un incontro di grandi trafficanti di eroina. Durante l'incontro, la banda di Chaibat attacca da fuori i partecipanti, mentre Ka-Kui e Yang lo proteggono all'interno. In un'enorme battaglia a colpi d'armi da fuoco, la banda di Chaibat uccide i trafficanti rivali e le loro guardie, distruggendo il complesso. Il coltivatore sopravvive, ma ora venderà l'eroina unicamente a Chaibat.
L'azione si sposta quindi a Kuala Lumpur, in Malaysia, dove la moglie di Chaibat, Chen Wen-Shi, si trova in prigione, condannata alla pena di morte per un crimine non specificato. Chaibat ha l'obiettivo di farla evadere, perché solo lei conosce i codici segreti sul suo conto bancario svizzero e la donna è fermamente intenzionata a non rivelarli prima di venire liberata. Chaibat porta perciò la sua banda, che ora include definitivamente anche Ka-Kui e Yang, a Kuala Lumpur per organizzare il tentativo di evasione
Una nuova difficoltà sorge quando Ka-Kui si imbatte nella sua ragazza May, una guida turistica e a cui aveva detto che era in un campo di addestramento, mentre guida una comitiva di turisti di Hong Kong. All'inizio Ka-Kui non viene notato da May, ma la ragazza lo vede poi nel lussuoso hotel dove alloggia la banda di Chaibat, con la bellissima Yang, e lo affronta con rabbia gelosa. Questo fa quasi saltare la copertura di Ka-Kui, ma Pantera si persuade che May sia una prostituta, rifiutata da Ka-Kui. Più tardi, Ka-Kui prende May da parte e le spiega la situazione, finché lei si calma. Ad un certo punto, May riesce persino a impedire a Ka-Kui di far saltare inavvertitamente la propria copertura, ma in seguito, in ascensore, May parla con un collega di Ka-Kui, venendo ascoltata da uno degli uomini di Pantera.
Chaibat prende in ostaggio May e forza Ka-Kui e Yang a liberare Chen. Il piano ha successo e May viene rilasciata, secondo il loro accordo, ma il boss spinge la ragazza giù dal suo elicottero, provocandone una rovinosa caduta. Furiosi, Ka-Kui e Yang inseguono Chaibat e i suoi uomini sulle strade, sui tetti (dove Ka-Kui e Yang sconfiggono Pantera e il suo compagno) e nei cieli di Kuala Lumpur. Nel climax finale sul tetto di un treno in corsa, Chaibat viene ucciso, mentre Yang e Ka-Kui salvano Chen. Poiché suo marito è morto, la donna decide di dire a Yang e Ka-Kui la password del conto bancario di Chaibat. Il film si conclude con i due partner che litigano per decidere se i soldi spettanno ad Hong Kong o alla Cina.

## Sequel
Nel 1993 uscì Supercop 2, spin-off della saga, diretto sempre da Stanley Tong, con protagonista Michelle Yeoh, comparsa già nel terzo film.
Nel 1996 uscì il quarto capitolo della saga, First Strike, diretto nuovamente da Stanley Tong e vede il ritorno di Jackie Chan come protagonista.